# Kevin Sheedy
Kevin Mark Sheedy (* 21. Oktober 1959 in Builth Wells) ist ein in Wales geborener und für die irische Nationalmannschaft zum Einsatz gekommener ehemaliger Fußballspieler. Zumeist im linken Mittelfeld agierend und dort für seine präzisen Flanken bekannt, nahm er 1988 an der Europameisterschaft teil und erreichte zwei Jahre später bei der WM-Endrunde in Italien das Viertelfinale. Darüber hinaus war er Bestandteil des zur Mitte der 1980er-Jahre sehr erfolgreichen FC Everton und gewann mit dem Verein zwei englische Meisterschaften (1985, 1987), einmal den FA Cup (1984) und 1985 den Europapokal der Pokalsieger.

## Sportlicher Werdegang

### Vereinskarriere

#### Hereford United (1975–1978)
Der 1959 in Wales geborene Sheedy wuchs im nahe gelegenen englischen Dorf Allensmore in der Nähe der Stadt Hereford auf und relativ spät kam er zum Fußballsport. Die Schule St Mary’s RC High, die er in Lugwardine besuchte, war hauptsächlich dem Rugbysport zugeneigt und erst in seinen letzten beiden Schuljahren neigte er sich dort regelmäßig dem Fußball zu. Dazu spielte er für den Herefordshire Lads Club, wo ihn Talentscouts des englischen Drittligisten Hereford United entdeckten. Ohne einen Abschluss zu machen, verließ Sheedy im Alter von 15 Jahren die Schule und noch vor seinem 17. Geburtstag kam er für Hereford United zu seinen ersten Einsätzen in der Profimannschaft.
Nach einem Ligadebüt in der Saison 1975/76 folgten im Jahr darauf 16 weitere Auftritte in der zweiten Liga, in die Hereford gerade aufgestiegen war, und nach dem direkten Wiederabstieg entwickelte sich der gerade einmal 18-Jährige in der Saison 1977/78 zum Stammspieler. Die sportliche Perspektive des Vereins selbst verschlechterte sich jedoch weiter und am Ende stand der zweite Abstieg in Folge. Daraufhin wechselte Sheedy im Juli 1978 zum Erstligisten FC Liverpool.

#### FC Liverpool (1978–1982)
In einer Mannschaft, die sowohl national als auf europäischer Ebene viele Titel gewann, gelang es Sheedy jedoch nur selten, sein Talent zu zeigen. Auf seinen Einstand im Profiteam musste er gut zweieinhalb Jahre warten und seiner ersten Bewährungschance am 14. Februar 1981 gegen Birmingham City (2:2) folgten in der First Division nur noch zwei weitere Einsätze per Einwechslung in der anschließenden Spielzeit 1981/82. Dazu bestritt er zwei Partien im Ligapokal und schoss in den frühen Runde gegen Exeter City und den FC Middlesbrough jeweils ein Tor. In den späteren Begegnungen bis hin zum Finalsieg gegen Tottenham Hotspur (3:1) trug er dann aber nichts mehr zum Gesamterfolg in diesem Wettbewerb bei. Da zudem der knapp zwei Jahre jüngere Ronnie Whelan im linken Mittelfeld einen Stammplatz erobert hatte, entschloss sich Sheedy im August 1982 zu einem Wechsel quer über den Stanley Park zum Lokalrivalen FC Everton.

#### FC Everton (1982–1992)
Sheedy war der erste Spielertransfer des FC Liverpool zum FC Everton nach Johnny Morrissey 20 Jahre zuvor. Obwohl von eher schmächtiger Statur, dazu wenig zweikampf- oder gar kopfballstark, entwickelte er sich aufgrund seiner präzisen Schüsse mit dem linken Fuß schnell zu einem wichtigen Bestandteil der aufstrebenden „Toffees“. Dabei kam ihm die Ausbildung bei den „Reds“ zugute, die großen Wert auf ein ausgeprägtes Pass- und Kombinationsspiel gelegt hatten. So harmonierte er im Mittelfeld gut mit Führungsspielern wie Peter Reid und Paul Bracewell; dazu sorgte er für gleichsam mit Flanken und als Spezialist bei Freistößen für Torgefahr.
Nach seiner ersten Saison für Everton mit insgesamt elf Toren in 40 Ligaspielen gewann er in der Saison 1983/84 den englischen Pokal – ab einschließlich des Halbfinales fehlte er jedoch dort ebenso verletzungsbedingt, wie im Wiederholungsspiel im Ligapokalfinale gegen den FC Liverpool (0:1), nachdem er in der Erstauflage (0:0) noch dabei gewesen war. Als Teil einer offensivstarken Mannschaft gewann er 1985 dann nicht nur die englische Meisterschaft, sondern ließ auch den Europapokal der Pokalsieger folgen. Dazu trug er selbst elf Ligatreffer bei und zu den vier Toren im Europapokal zählte jenes zum 3:1-Endstand im Finale gegen Rapid Wien. Stürmer wie Graeme Sharp und dann in der folgenden Saison 1985/86 Gary Lineker profitieren von der Präzision bei Sheedys Flanken und speziell Letzterer schwang sich auch dank dessen Hilfe 1986 mit 30 Treffern zum Torschützenkönig auf. Nächster und gleichzeitig letzter sportlicher Höhepunkt auf Vereinsebene war für Sheedy in der Spielzeit 1986/87 der Gewinn seiner zweiten englischen Meisterschaft und obwohl er eine Reihe von Begegnungen verpasste, war er mit dreizehn Ligatoren hinter Trevor Steven zweiterfolgreichster Torjäger seines Klubs. Für seine Leistungen wurde er zudem nach 1985 zum zweiten Mal in die Mannschaft des Jahres (PFA Team of the Year) gewählt.
In den anschließenden fünf Jahren konnte der FC Everton mit Sheedy an die vormaligen Erfolge nicht mehr anknüpfen und trotz eines „Zwischenhochs“ zwischen 1988 und 1990, als ihm in den Pflichtspielen pro Saison jeweils eine zweistellige Torausbeute gelang, kündigte sich speziell nach der Jahrzehntwende der Abschied an. Im Februar 1982 ließ ihn der FC Everton dann ablösefrei in Richtung des Zweitligisten Newcastle United ziehen, wo gerade Kevin Keegan das Traineramt übernommen hatte.

#### Newcastle & Blackpool (1992–1994)
Bei den „Magpies“ war das Ziel Klassenerhalt ausgerufen worden und mit einem Kraftakt, an dem Sheedy mit 13 Ligaeinsätzen seinen Anteil hatte, wurde dieses erreicht. Nur ein Jahr später gewann Sheedy in Newcastle die Zweitligameisterschaft, was dem Klub den Aufstieg in die im Jahr zuvor geschaffene Premier League einbrachte. Dabei war der „walisische Ire“ ab März 1993 nicht mehr zum Zuge gekommen und da man ihm keine weitere sportliche Perspektive anbieten konnte, heuerte er zur Saison 1993/94 beim Drittligisten FC Blackpool an. In seinem letzten aktiven Profijahr spielte Sheedy zumeist im zentral-offensiven Mittelfeld und in vorderster Angriffsreihe. Die Ausbeute war mit einem Tor aus 26 Spielen jedoch mager, wenngleich der drohende Abstieg in die Viertklassigkeit knapp abgewendet werden konnte.
Sheedy beendete anschließend seine Laufbahn und wechselte ins Trainerfach. Dabei übernahm er Assistentenstellen bei Hartlepool United und den Tranmere Rovers. Beim zuletzt genannten Klub übte er dazu 2001 gemeinsam mit Ray Mathias interimistisch die Cheftrainerrolle aus. Im Jahr 2006 schloss er sich dem Trainerstab in der Jugendakademie des FC Everton an.

### Irische Nationalmannschaft
Nachdem sich Sheedy beim FC Everton einer der besten „Linksfüße“ im englischen Fußball war, hatte er die Frage für sich schon im Alter von 16 Jahren beantwortet, für welche Nationalmannschaft er antreten wollte. Dabei hatte neben Wales (aufgrund der walisischen Geburtsstätte) noch die irische Auswahl zur Debatte gestanden und letztlich war die Entscheidung aufgrund der mutmaßlich besseren sportlichen Perspektive positiv für Irland und damit für die Herkunft seines Vaters ausgefallen.
Sheedy debütierte am 12. Oktober 1983 in der EM-Qualifikation per Einwechslung gegen die Niederlande (2:3) und gut einen Monat später stand er beim 8:0-Kantersieg gegen Malta erstmals in der Startelf. Im Jahr 1988 nahm er mit Irland zum ersten Mal an der Endrunde eines bedeutenden Turniers teil und wenngleich die Euro 1988 mit dem Ausscheiden in der Gruppenphase endete, absolvierte Sheedy alle drei Partien – dabei stand er jedoch nur gegen die Sowjetunion (1:1) in der Startelf. Nachdem sich Irland auch für die WM-Endrunde 1990 in Italien qualifiziert hatte, war Sheedy mittlerweile zum Stammspieler im linken Mittelfeld gereift. In allen fünf Partien bis hin zum Viertelfinale stand er in der Startelf und gleich bei seinem ersten Spiel gegen England sorgte er für den 1:1-Ausgleichstreffer – er war damit gleichzeitig Irlands erster Torschütze bei einer WM-Endrunde überhaupt. Irland überstand nun die erste Runde und auch im Achtelfinale siegte man gegen Rumänien, wobei Sheedy im letztlich entscheidenden Elfmeterschießen den ersten Strafstoß für Irland verwandelte. Das anschließende Viertelfinale gegen Gastgeber Italien (0:1) war für Sheedy dann Endstation im Turnier.
Gut zwei Jahre später endete Sheedys Laufbahn in der irischen Nationalmannschaft. Zuvor hatte Irland die Euro 1992 in Schweden verpasst und nach zwei Auftritten in der WM-Qualifikation verabschiedete er sich am 17. Februar 1993 mit einer Einwechslung und einem Tor zum 2:1-Freundschaftsspielsieg gegen Wales.

## Titel/Auszeichnungen
- Europapokal der Pokalsieger (1): 1985
- Englische Meisterschaft (2): 1985, 1987
- Englischer Pokal (1): 1984
- Charity Shield (3): 1985, 1986, 1987
- PFA Team of the Year (2): 1985, 1987